# شاهومیان، ایروان
شاهومیان، ایروان (به ارمنی: Շահումյան) یک منطقه مسکونی در ارمنستان است که در ایروان واقع شده‌است.